# Villaggio operaio De Angeli Frua
Il Villaggio operaio De Angeli Frua si trova a Omegna in Provincia del Verbano-Cusio-Ossola. Si tratta di un villaggio operaio realizzato nei primi anni del XX secolo per l'azienda cotoniera De Angeli. Il Gruppo De Angeli Frua acquisì nel 1902 il complesso industriale fondato a fine Ottocento dall'imprenditore svizzero Max Ackermann,il “fabricon” nel dialetto locale. L'azienda cotoniera De Angeli arrivò a contare quasi 2.000 dipendenti nello stabilimento di Omegna, con relativo arrivo di manodopera da fuori e conseguente problema abitativo.

## Storia
La De Angeli aveva già dal 1895 iniziato a costruire case operaie ed impiegatizie nei pressi dei propri stabilimenti; costituendo la S.A. Immobiliare Giuseppe Frua e la S.A. Edile La Maddalena. Dette aziende concedevano mutui senza interesse per l'acquisto delle case. Negli anni Venti ad Omegna si iniziò la costruzione di quello che sarebbe diventato il Villaggio De Angeli Frua nei pressi dello stabilimento. Il nuovo quartiere si affiancò al Convitto costruito nel 1907 che ospitava in spazi comuni circa 350 operaie.
L'idea del Villaggio si rifaceva “a noti modelli stranieri eseguiti nella seconda metà dell'800 (al villaggio di Mulhaus in Alsazia, alle città giardino inglesi)”, già declinati in vari esempi anche in Italia "come il Villaggio Crespi d'Adda o il Villaggio Lanerossi di Schio".

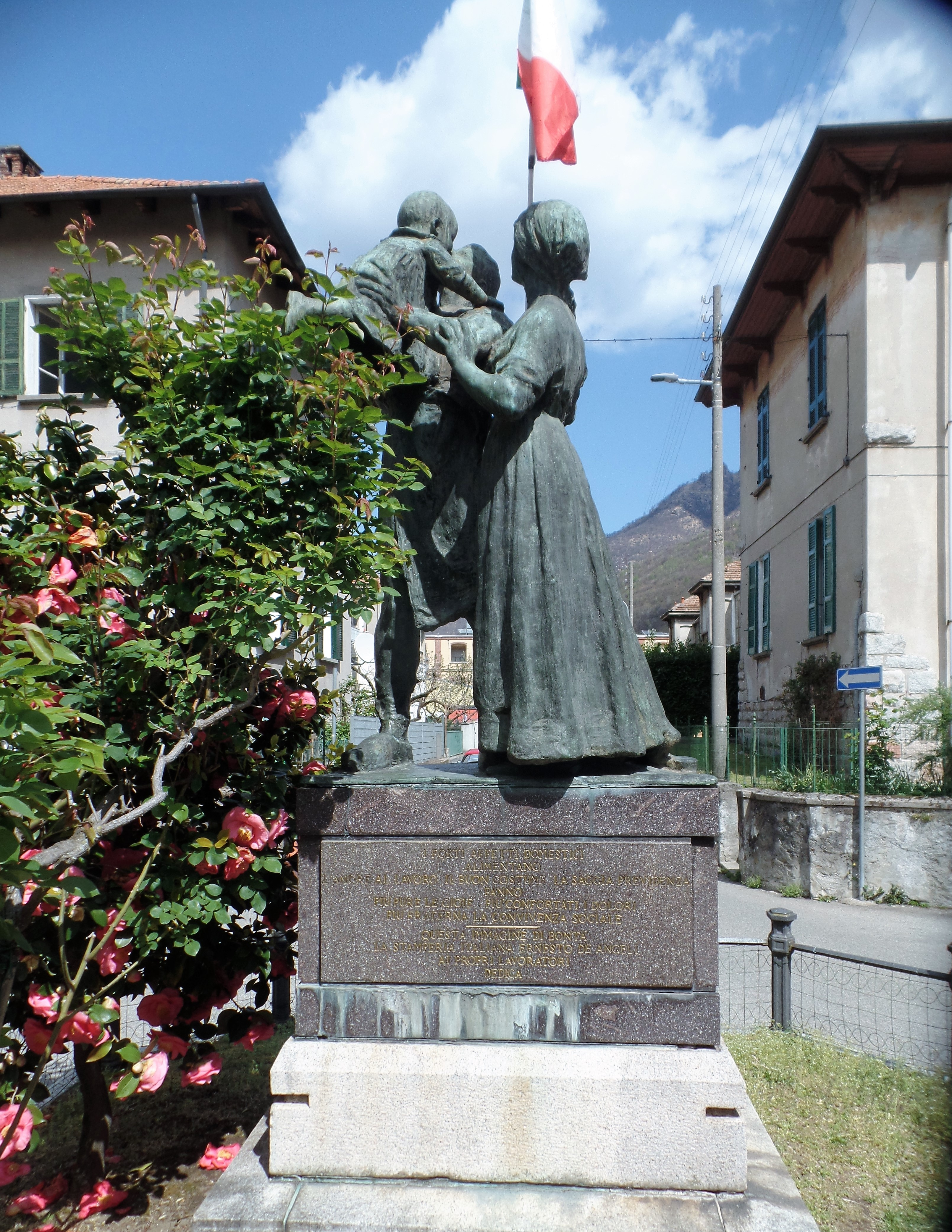
Il Monumento alla Famiglia nella piazzetta del Villaggio Operaio De Angeli Frua

Il progetto di Omegna fu seguito dall'architetto Luigi Bisi e comprendeva tipologie abitative miste: dalla palazzina a più piani, alle case unifamiliari con giardino per gli impiegati, molto simili a quella realizzate a Milano nel Villaggio Giuseppe Frua. Le case furono costruite sia lungo il viale che dal centro portava alla Fabbrica, oggi via De Angeli; sia lungo una via ortogonale alla prima, oggi via Frua, che finiva di fronte al Convitto. In mezzo una piazzetta ottagonale al cui centro fu posto il Monumento alla Famiglia, bronzo opera dello scultore Egidio Boninsegna, eseguito in più copie collocate in altri villaggi realizzati dall'Azienda. Il quartiere fu ultimato nel 1936. Il Villaggio è tuttora abitato anche “se presenta i segni di un certo degrado”. L'Azienda non si limitò alla costruzione del Villaggio, le maestranze venivano infatti seguite organizzando il tempo libero, nei ricreatori, nelle scuole di musica e nei piccoli teatri. Aveva anche costruito due colonie per le vacanze estive dei sul Lago d'Orta: una maschile a Crabbia, nel comune di Pettenasco, ed una femminile all'Alpe Selviana, presso Agrano (frazione montana di Omegna).
Lo stabilimento De Angeli Frua fu chiuso negli anni Cinquanta del XX secolo.

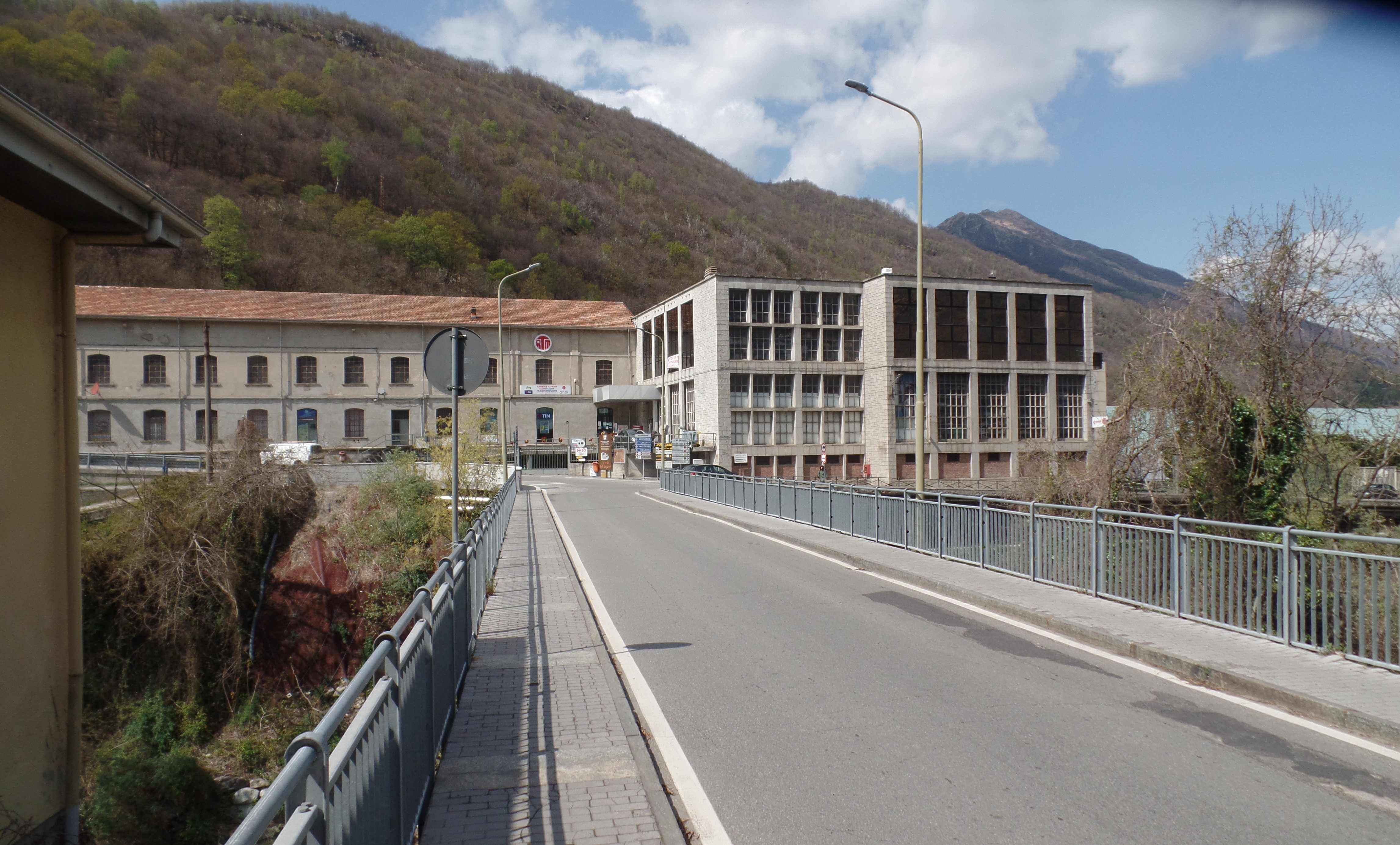
Il "Fabricon" ex stabilimento cotoniero De Angeli Frua di Omegna visto dal ponte sullo Strona all'inizio di Via De Angeli